# Lars Gyllensten
Lars Johan Wictor Gyllensten, né le 12 novembre 1921 à Stockholm et mort le 25 mai 2006, est un romancier suédois, membre de l'Académie suédoise.

## Biographie
Lars Gyllensten fut professeur d'histologie à l'Institut Karolinska de 1955 à 1973. Pendant quarante ans, de 1966 jusqu'à sa mort, il fut membre de l'Académie suédoise, dont il fut le secrétaire permanent de 1968 à 1987. Il fut également membre de la fondation Nobel depuis 1979 (président entre 1987 et 1993) et a fait partie du comité d'attribution du prix Nobel de littérature entre 1968 et 1987. Il fut aussi membre honoraire de l'Académie royale suédoise des belles-lettres, d'histoire et des antiquités.
Il quitte l'Académie suédoise en 1989 qu'il critique de ne pas avoir soutenu Salman Rushdie à l'issue du débat au sujet de la fatwa le condamnant à mort. Toutefois, selon les règles de l'Académie, il en est resté un membre passif jusqu'à sa mort. Son épouse est décédée en 2001.